# Chasab
Chasab (arab. خصب) – miasto w północnym Omanie, w muhafazie Musandam, będącej półeksklawą kraju na terytorium Zjednoczonych Emiratów Arabskich z populacją ponad 12 tys. mieszkańców (2014). Położony jest na samym krańcu półwyspu nazywanego czasem „Norwegią Arabii” ze względu na poszarpaną linię brzegową. Założone na brzegu morskim przez Portugalczyków w 1623 roku miasto posiada połączenie drogowe z ZEA, skąd przybywają liczni turyści po luksusowe towary i w celu wypoczynku. W mieście oprócz portu, popularnego zwłaszcza wśród Irańczyków z powodu krótkiej drogi przez cieśninę Ormuz, znajduje się także lotnisko.